# Acoetes melanonota
Acoetes melanonota är en ringmaskart som först beskrevs av Grube 1876.  Acoetes melanonota ingår i släktet Acoetes och familjen Acoetidae. Inga underarter finns listade i Catalogue of Life.